# Nemanema obtusum
Nemanema obtusum is een rondwormensoort uit de familie van de Oxystominidae.